# Hålörarna
Hålörarna är öar i Finland. De ligger i Bottenviken och i kommunen Larsmo i den ekonomiska regionen  Jakobstadsregionen i landskapet Österbotten, i den nordvästra delen av landet. Öarna ligger omkring 100 kilometer nordöst om Vasa och omkring 430 kilometer norr om Helsingfors.
Arean för den av öarna koordinaterna pekar på är 39,2 hektar och dess största längd är 1,2 kilometer i sydöst-nordvästlig riktning.